# Tome Conta de Meu Filho, que Eu Também Já Fui do Mar...
Tome conta de meu filho, que eu também já fui do mar... é o oitavo álbum solo do cantor e compositor Dori Caymmi, lançado em 1997. É um álbum que homenageia a relação de Dorival Caymmi com o mar e a Bahia. Dori só utiliza voz e violão neste álbum.

## Faixas
1. Promessa de Pescador
2. O bem do mar
3. Pescaria
4. Lenda do Abaeté
5. Quem vem pra beira do mar
6. O vento
7. É doce morrer no mar
8. A jangada voltou só
9. Saudades de Itapoan
10. Noite de temporal
11. Sargaço do mar
12. O mar
13. O acaçá
14. Canção antiga